# Ацетаты
Ацетаты (от лат. Acidum aceticum) представляют собой два основных класса производных уксусной кислоты:
- Соли уксусной кислоты
- Сложные эфиры уксусной кислоты

Ацетаты образуются посредством замены атома водорода ({\displaystyle {\ce {H+}}}) карбоксильной группы уксусной кислоты на различные катионы, такие как щелочные, щелочноземельные и переходные металлы, неметаллы, или радикалы с образованием сложных эфиров, например с радикалом ({\displaystyle {\ce {CH3-}}}) образуется метилацетат или метиловый эфир уксусной кислоты ({\displaystyle {\ce {CH3COOCH3}}}).
Анион CH3COO- называется ацетат-ионом.
Ацетатная группа с химической формулой {\displaystyle {\ce {CH3CO}}} и структурной формулой {\displaystyle {\ce {-C(=O)-CH3}}} может обозначаться символом Ас, что может вносить путаницу из-за такого-же обозначения элемента актиния. Тогда ацетат натрия может быть записан как {\displaystyle {\ce {AcONa}}}, а этилацетат как {\displaystyle {\ce {EtOAc}}}.
Ацетаты в виде солей — кристаллические продукты, хорошо растворимые в воде; эфиры — летучие жидкости с фруктовым и цветочным запахом. Ацетаты применяют как растворители для лаков, смол, в производстве целлулоида, в парфюмерии и пищевой промышленности. Большая часть ацетатов, производимых в промышленности, имеет форму полимеров. В биосинтезе ацетаты — наиболее распространённый строительный элемент.

## Физические свойства
Соли уксусной кислоты хорошо растворяются в воде, но ацетат серебра и ацетат ртути(I) довольно плохо растворяются в холодной воде. Как соли, ацетаты легко кристаллизуются.
Ацетаты-соли образуют двойные и комплексные соединения. При связывании ацетатами-солями молекул уксусной кислоты получаются так называемые кислые ацетаты, например кислый ацетат натрия {\displaystyle {\ce {Na(CH3COO)*2CH3COOH}}}. Переходные металлы могут образовывать комплексы, например ацетат хрома (II) и осно́вный ацетат цинка.
Ацетаты в виде эфиров — летучие жидкости с фруктовым и цветочным запахом. Сложные эфиры уксусной кислоты служат хорошими органическими растворителями, но горючи и огнеопасны. Активные растворители ацетаты-сложные эфиры, используемые, например, для производства нитролаков, разделяются по температуре кипения на высококипящие (бутилацетат, изобутилацетат, амилацетат) и низкокипящие (этилацетат, пропилацетат).

## Получение
Ацетаты-соли уксусной кислоты получают растворением оксидов, гидроксидов или некоторых солей (например, карбонатов) в уксусной кислоте.
Ацетат натрия можно приготовить, как шипучку (газированная вода), в домашних условиях из уксуса и соды по реакции:
{\displaystyle {\ce {CH3COOH + NaHCO3 -> CH3COONa + H2O + CO2}}}
Ацетаты-сложные эфиры уксусной кислоты получают по реакции этерификации уксусной кислоты или уксусного ангидрида со спиртами:
{\displaystyle {\ce {CH3COOH + ROH -> CH3COOR + H2O}}}, где R — радикал
Если в качестве радикала выступает {\displaystyle {\ce {C2H5+}}}, то одним из продуктов реакции будет этилацетат:
{\displaystyle {\ce {CH3COOH + C2H5OH -> CH3COOC2H5 + H2O}}}

## Химические свойства ацетатов-солей уксусной кислоты

### Взаимодействие с кислотами
Под действием нелетучих кислот из ацетатов-солей выделяется уксусная кислота.
Ацетаты-соли (например ацетат кальция) способны к декарбоксилированию уксусной кислоты с образованием ацетона.

### Гидролиз
Водные растворы ацетатов—солей уксусной кислоты, образованных сильными основаниями (катионы щелочных металлов {\displaystyle {\ce {Na}}}, {\displaystyle {\ce {K}}}, щелочно-земельных металлов {\displaystyle {\ce {Ba}}}, и тому подобные), имеют щелочную реакцию.
Соли уксусной кислоты (ацетаты) переходных металлов подвергаются гидролизу с образованием гидроксида металла и осно́вных ацетатов по реакциям:
{\displaystyle {\ce {Fe(CH3COO)3 + H2O -> Fe(OH)(C2H3O2)2 + CH3COOH}}}
{\displaystyle {\ce {Fe(C2H3O2)3 + 2H2O -> Fe(OH)2(C2H3O2) + 2CH3COOH}}}
{\displaystyle {\ce {Fe(C2H3O2)3 + 3H2O -> Fe(OH)3 + 3CH3COOH}}}
В случае гидролиза ацетата аммония CH3COONH4, как соли слабой кислоты и слабого основания, раствор сохраняет нейтральную реакцию.
На гидролизе солей уксусной кислоты (ацетатов) основано протравное крашение тканей:
- ткань пропитывается ацетатом (например ацетатом алюминия, железа, хрома),
- обрабатывается паром,
- на волокне образуется гидроксид металла вследствие реакций гидролиза, прочно связанный с тканью
- краситель связывается с металлом, благодаря металлу формируя прочное окрашивание.

### Гидролитический метод осаждения
При анализе руд, шлаков, сплавов, когда стоит задача отделения алюминия и железа от марганца, никеля, кобальта, цинка, в качестве одного из методов разделения отдельных катионов (например {\displaystyle {\ce {Fe^3+}}}) или их групп (например {\displaystyle {\ce {Al^3+ + Fe^3+}}}) используется метод их осаждение при помощи ацетатов (например, ацетата натрия {\displaystyle {\ce {CH3COONa}}}, как соли слабой уксусной кислоты) с получением красно-бурых осадков в виде гидроксидов или осно́вных ацетатов (например, {\displaystyle {\ce {Fe(OH)2(C2H3O2)}}} в виде красно-бурого осадка). Для железа этот метод — количественный.

### Лабораторный метод получения метана
Сплавление ацетатов с едкими щелочами является наиболее простым лабораторным методом получения метана.

### Электролиз
При электролизе ацетатов щелочных металлов в водных или метанольных растворах на аноде образуется этан.

## Качественные реакции
Качественные реакции на металлы в ацетатах-солях уксусной кислоты основаны на выпадении в осадок гидроксидов металлов или осно́вных ацетатов разного цвета. Качественной реакцией на ацетаты-сложные эфиры является реакция омыления. Качественными реакциями на ацетат-группу служат:
- реакция с серной кислотой с появлением запаха уксуса вследствие образования уксусной кислоты[17];
- реакция с хлоридом железа(III) с выпадением красно-бурого осадка {\displaystyle {\ce {Fe(OH)2(C2H3O2)}}}[17];
- реакция с изоамиловым спиртом с появление запаха грушевой эссенции вследствие образования амилацетата[16][17];
- реакция с этиловым спиртом с появлением фруктового запаха этилацетата[16][17];
- реакция с трехокисью мышьяка {\displaystyle {\ce {As2O3}}} с появлением запаха какодила из-за образования оксида какодила {\displaystyle {\ce {(CH3)2As-O-As(CH3)2}}} при воздействии на ацетатную группу. За запах ответственен радикал {\displaystyle {\ce {(CH3)2As-}}}, названный какодил (от греч. κᾰκός — «дурной»)[16].

## Ацетаты — сложные эфиры уксусной кислоты
Ацетаты — сложные эфиры уксусной кислоты с общей формулой {\displaystyle {\ce {CH3CO2R}}}, где R — радикалы, заменяющие водород ({\displaystyle {\ce {H+}}}) карбоксильной группы уксусной кислоты. Сложные эфиры доминируют на рынке ацетатов. Обычно малотоксичны. В качестве радикалов могут выступать:
- углеводородные остатки алканов, образующие, например, CH3COOCH3 метилацетат (метиловый эфир уксусной кислоты), этилацетат (этиловый эфир уксусной кислоты, фруктовый запах, {\displaystyle {\ce {CH3COOC2H5}}});
- углеводородные остатки алкенов, образующие, например, {\displaystyle {\ce {CH3COOCH=CH2}}} - винилацетат[18], который является сырьём для производства поливинилового спирта, входящего в состав многих красок;
- углеводородные остатки ароматических соединений, например ацетилцеллюлоза (ацетат целлюлозы) — сложный эфир целлюлозы и уксусной кислоты и другие.

Ацетаты — сложные эфиры уксусной кислоты чаще других используются в качестве душистых веществ.
Запахи зависят от структуры ацетатов — сложных эфиров уксусной кислоты:
- фруктовые и фруктово-ягодные запахи имеют ацетаты низших алифатических спиртов, использующиеся в качестве пищевых эссенций с фруктовым запахом (этилацетат);
- цветочные запахи имеют ацетаты терпеновых спиртов, применяемых в парфюмерии и производстве синтетических моющих средств;
- запах цветов, фруктов и зелени имеют ацетаты ароматических спиртов.

## В биологии
Ацетат-ион — распространенный анион в биохимии, с помощью которого синтезируется ацетил-КоА(подробности), доставляющий атомы углерода с ацетил-группой в цикл трикарбоновых кислот, для их окисления с выделением энергии.
Сложный эфир уксусной кислоты и холина, так называемый нейромедиатор ацетилхолин, участвует в передаче нервного импульса, синтезируясь в нервной клетке из ацетилкоэнзима А.
Ацетаты иногда являются побочным продуктом молочнокислого брожения. В ходе брожения, вызываемого бифидобактериями, — бифидоброжения, из глюкозы образуются ацетат и лактат:
{\displaystyle {\ce {2C6H12O6 -> 3CH3COOH + 2CH3CHOHCOOH}}}
Предполагается, что причиной алкогольного похмелья является ацетат, образующийся в организме при окислении спирта.

## Применение
С давних времён был известен очень ядовитый уксуснокислый свинец, так называемый свинцовый сахар ({\displaystyle {\ce {Pb(CH3COO)2*3H2O}}}), применяемый до сих пор при производстве свинцовых белил. Основной уксуснокислый свинец {\displaystyle {\ce {Pb(OH)2*Pb(CH3COO)}}}, так называемый «свинцовый уксус» или «свинцовая примочка», ранее широко применялся в медицине. Основная уксуснокислая медь, известная как «ярь-медянка», использовалась как зелёная краска, а соединение уксуснокислой меди с мышьяковистокислой медью {\displaystyle {\ce {Cu(CH3COO)2*3Cu(AsO2)2}}}, так называемая парижская зелень, использовалась как инсектицид. Из солей уксусной кислоты к середине XX века наибольшее применение находили соли железа, алюминия и хрома, применяемые в качестве протравы при крашении тканей. Коммерчески важным является ацетат аммония как предшественник ацетамида {\displaystyle {\ce {CH3CONH2}}}, ацетат калия как мочегонное средство. Огромное значение имеет ацетат натрия для тонкого органического синтеза. Метилацетат используется как промышленный растворитель. Ацетилцеллюлоза используется в производстве ацетатных волокон и была важным компонентом в производстве грампластинок. Винилацетат является сырьём для поливинилового спирта, входящего в состав красок, также из сополимеров винилацетата изготавливается универсальный полимерный клей.